# Thaumetopoea pityocampa
La processionaria del pino (Thaumetopoea pityocampa (Denis & Schiffermüller, 1775)) è un lepidottero appartenente alla famiglia Notodontidae, diffuso in Eurasia e Nordafrica.
Si tratta di un insetto altamente distruttivo per le pinete poiché le priva di parte del fogliame, compromettendone così il ciclo vitale. Inoltre, durante lo stadio larvale tale insetto presenta una peluria che risulta particolarmente urticante per vari animali, compreso l'essere umano, e i suoi effetti si manifestano dopo un giorno.

## Descrizione

### Larva

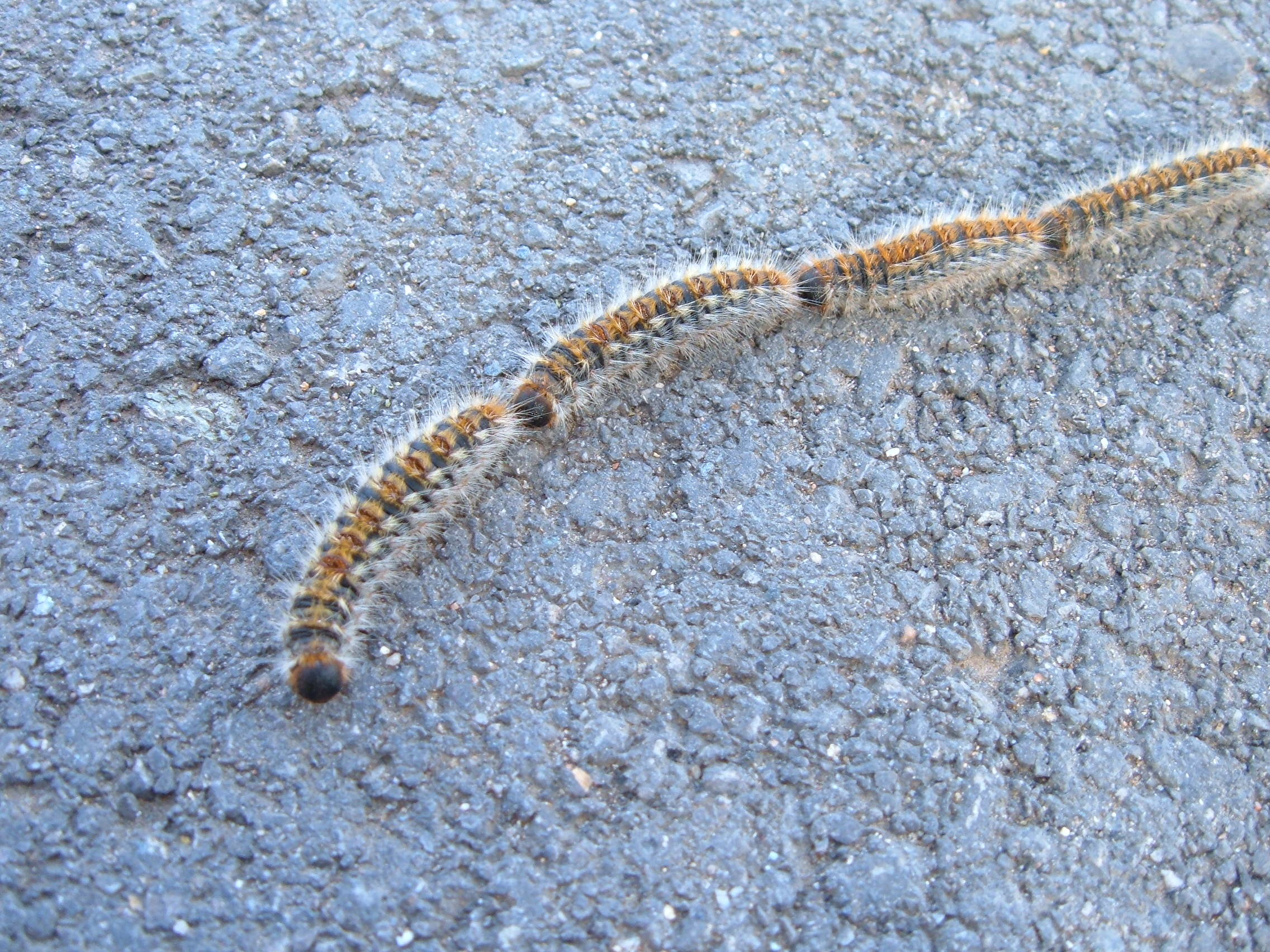
Gruppi di larve (o bruchi) di Thaumetopoea pityocampa in movimento nella classica fila indiana. Sono ben evidenti i peli irritanti

Da giovane si presenta come una larva da 1 cm fino a 3 cm e mezzo dotata di numerosi peli irritanti per gli animali (uomo compreso) che usa come tecnica di difesa.
I gruppi di larve di processionaria si spostano quasi sempre in fila indiana formando una sorta di "processione" (da cui il nome) e si compattano quando raggiungono il loro nido bianco di seta.
Il nido viene usato per rideporre le uova o viene scartato e le nuove larve saranno costrette a ricostruirlo.

### Adulto
Le cosiddette "farfalle triangolari" non sono altro che processionarie adulte e, sebbene siano notturne, non entrano molto facilmente nelle case abitate.
Le dimensioni possono essere variabili, ma la misura principale delle processionarie è di 3-4 cm e la colorazione delle ali è variabile dal bianco sporco al giallo avorio chiaro, con delle striature quasi invisibili di colore più scuro. L'apertura alare è di 5 cm circa. Come molte falene, alcune di esse possono emettere, se minacciate, un liquido giallastro molto irritante, per poi volare via.

## Biologia ecologia e sviluppo
La processionaria del pino attacca tutte le specie del genere Pinus ma mostra una certa preferenza per Pinus nigra e Pinus sylvestris, inoltre si può trovare occasionalmente anche sui cedri, su Picea abies e su Larix decidua.
L'insetto sverna allo stadio di larva di terza e quarta età all'interno dei caratteristici nidi sericei che vengono intessuti sui rami dei pini. In primavera le larve riprendono l'alimentazione cibandosi degli aghi di pino, ma nelle stagioni più fredde, quando la temperatura del nido supera i 9 °C le larve escono a cibarsi anche in inverno.
Di solito le larve sono attive solo la notte, mentre di giorno si trattengono al riparo nel nido. In primavera le larve sono molto voraci e causano forti defogliazioni.

Giunte a maturità le larve abbandonano definitivamente il nido e si dirigono lungo il tronco verso il suolo in file lunghe vari metri.

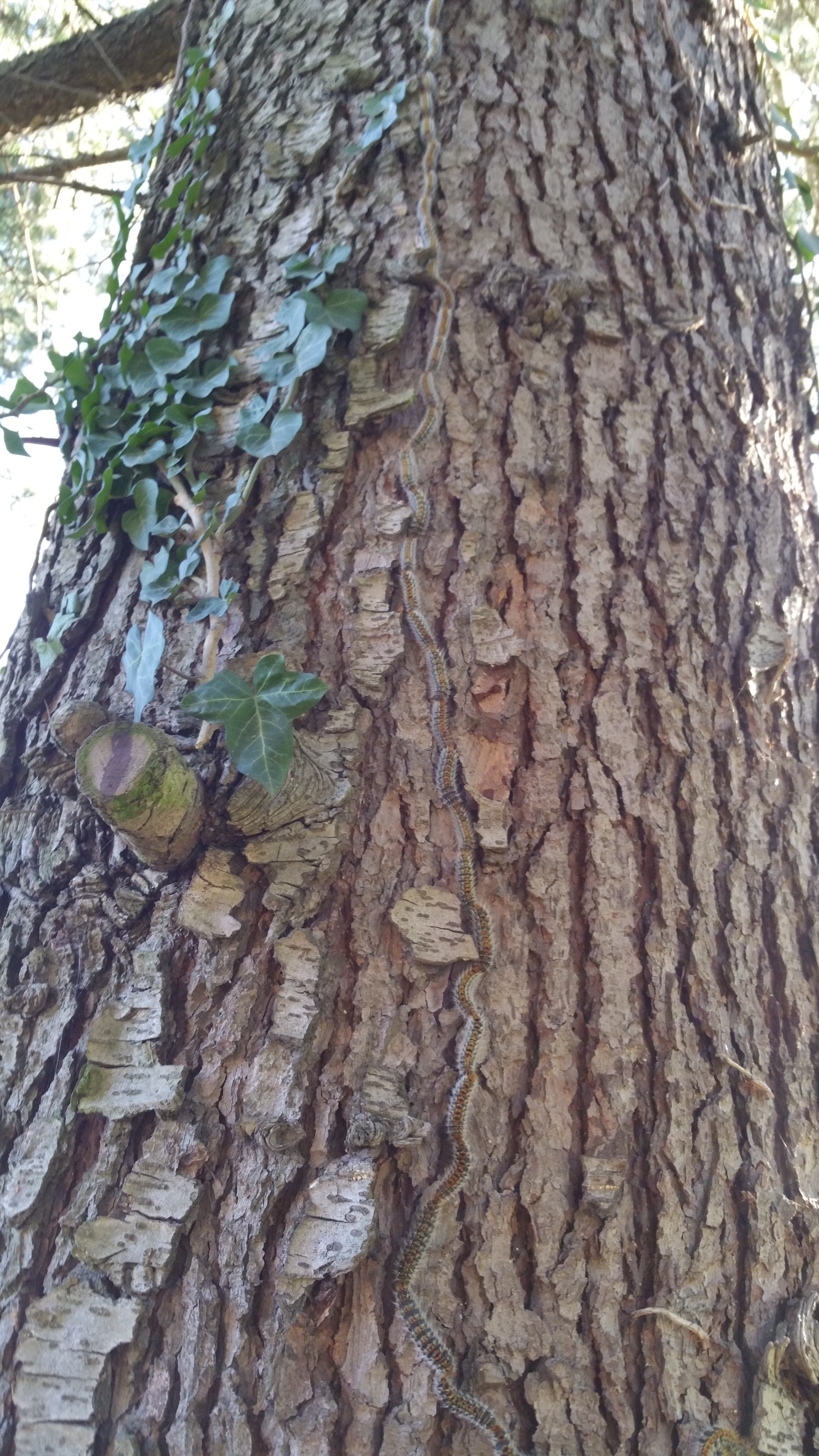
Processionarie su tronco di pino

 Marciano nelle tipiche "processioni" fino a che non trovano un luogo ideale dove interrarsi fino ad una profondità di 10-15 cm. Le larve provenienti dallo stesso nido si incrisalidano tutte insieme nel terreno in bozzoli singoli fittamente accatastati l'uno accanto all'altro. Una parte delle crisalidi può rimanere in diapausa anche fino a 7 anni. In luglio-agosto compaiono gli adulti, le femmine ovidepongono sugli aghi dalle 100 alle 280 uova, in un'unica ovatura a forma di manicotto. Le larvette nascono a fine agosto-settembre e iniziano ad alimentarsi subito sugli aghi, causando solo danni modesti.
La processionaria del pino è un insetto termofilo e risulta assente nelle regioni in cui l'ammontare cumulativo delle ore di luce è inferiore a 1800 ore. Queste particolari esigenze climatiche spiegano una distribuzione piuttosto discontinua dell'insetto.
Thaumetopoea pityocampa attacca di preferenza pini di giovane e di media età, specialmente quando vegetano su terreni poveri, asciutti ed esposti a sud o sud ovest.

## Distribuzione e habitat
È un insetto diffuso nelle regioni temperate del bacino del Mediterraneo (Europa meridionale, Medio Oriente e Africa settentrionale), particolarmente lungo le alberature stradali e sulle piante marginali delle formazioni boscose. È considerato come uno dei principali fattori limitanti per lo sviluppo e la sopravvivenza delle pinete del Mediterraneo.
Attacca prevalentemente piante delle specie Pinus nigra e Pinus sylvestris, ma talvolta danneggia anche Pinus halepensis, Pinus pinea, Pinus mugo e Pinus pinaster; di rado attacca Pinus strobus, ed in via del tutto eccezionale può attaccare larici e cedri.
I nidi di Thaumetopoea, dove svernano le larve, sono riconoscibili anche a distanza; sono di forma piriforme e di colore bianco brillante, localizzati soprattutto sulle cime e agli apici dei rami laterali. A partire dalla fine di autunno – inizio inverno, l'osservazione dei nidi bianchi lascia pochi dubbi sulla presenza di questo lepidottero, che allo stato larvale causa danni sulle foglie (necrosi) e sui rametti, come defogliamenti.
Questo insetto è conosciuto anche perché nocivo per le specie a sangue caldo, uomo compreso; i danni provocati dalla penetrazione dei peli nella cute umana, possono essere modesti o assumere notevole gravità. Nella pelle, dove si infiggono le setole o i loro frammenti, insorge un molestissimo eritema papuloso, fortemente pruriginoso, che può scomparire dopo qualche giorno; conseguenze più gravi si presentano quando i peli, o frammenti di essi, giungono a contatto con l'occhio, la mucosa nasale, la bocca o peggio quando penetrano nelle vie respiratorie e digestive. In persone particolarmente sensibili e predisposte, può provocare shock anafilattico oppure una gravissima reazione allergica che provoca orticaria, edema, ipotesione, difficoltà respiratorie, vertigini e perdita di coscienza; negli animali invece (ad esempio il cane) il contatto può provocare soffocamento o necrosi della lingua.

## Metodi di lotta
In Italia dal 1998 la lotta a questo insetto è stata obbligatoria nelle aree ritenute a rischio infestazione (cfr. Decreto Ministeriale 17.04.1998, poi abrogato e sostituito con D.M. 30.10.2007, pubbl. in G.U. 16 febbraio 2008, n. 40.). Dal 6 dicembre 2021 tale obbligo, insieme ad altri relativi alla lotta contro organismi nocivi delle piante, è decaduto con apposito Decreto del Ministero delle politiche agricole e forestali (D.M. 06.12.2021,pubbl. in G.U. 5 gennaio 2022, n. 3) .
Questo pericoloso lepidottero può essere combattuto utilizzando diversi metodi: innanzi tutto con trattamenti insetticidi diretti sulle larve all'aperto: il nido, infatti, neutralizza l'efficacia del trattamento. Per l'eliminazione delle larve morte, occorre comunque utilizzare la massima cautela; anche se il metodo migliore consiste certamente nel bruciarle, i residui carbonizzati risultano ugualmente urticanti, perciò è da evitare il rimanere sottovento o nelle vicinanze del falò, soprattutto con parti del corpo scoperte (compresi viso e occhi).
Altri metodi di lotta si possono classificare come segue:

### Lotta meccanica
Quando si opera nelle vicinanze delle larve, è necessario coprire ogni parte del corpo (es. con guanti, maniche lunghe, occhiali, foulard sul viso) al fine di evitare il contatto coi peli urticanti ed in seguito lavare i vestiti utilizzati. I peli urticanti, infatti, sono molto fini e quindi possono essere facilmente trasportati dall'aria.
Una prima tecnica consiste nella distruzione delle larve, tagliando le cime dei rami contenenti i nidi. Da notare che tale metodo presenta il rischio che i peli urticanti presenti nel nido e sulle larve possano cadere sull'operatore.
Un secondo metodo consiste nell'avvolgere il fusto con del film plastico (prima della discesa delle larve, che avviene in genere dalla seconda quindicina di febbraio alla prima quindicina di marzo), su cui distribuire uniformemente della colla entomologica; quando è satura la trappola si sostituisce.

Un altro semplice metodo consiste nel bloccare la "processione" mediante l'apposizione di una trappola a forma di imbuto sulla parte bassa del tronco. La base della trappola deve essere molto aderente al tronco affinché non ci siano vie di discesa, mentre la parte alta deve essere più larga del tronco al fine di permettere l'entrata delle larve. Queste, trovando la via bloccata, si fermano per qualche tempo nella trappola e possono così essere uccise con un utensile (es. una paletta di metallo) o ancor meglio, al fine di mantenere le distanze il più possibile, spruzzando sulle larve uno specifico insetticida da comprare in un negozio per l'agricoltura. Una volta uccise, le larve possono essere seppellite al fine di evitare la diffusione dei peli urticanti. Altro modo di eliminare le larve bloccate: prelevarle, una ad una, con una pinzetta e tuffarle in un recipiente (secchiello, barattolo) in cui sia stata messa della candeggina; dopodiché, smaltire adeguatamente il prodotto. 

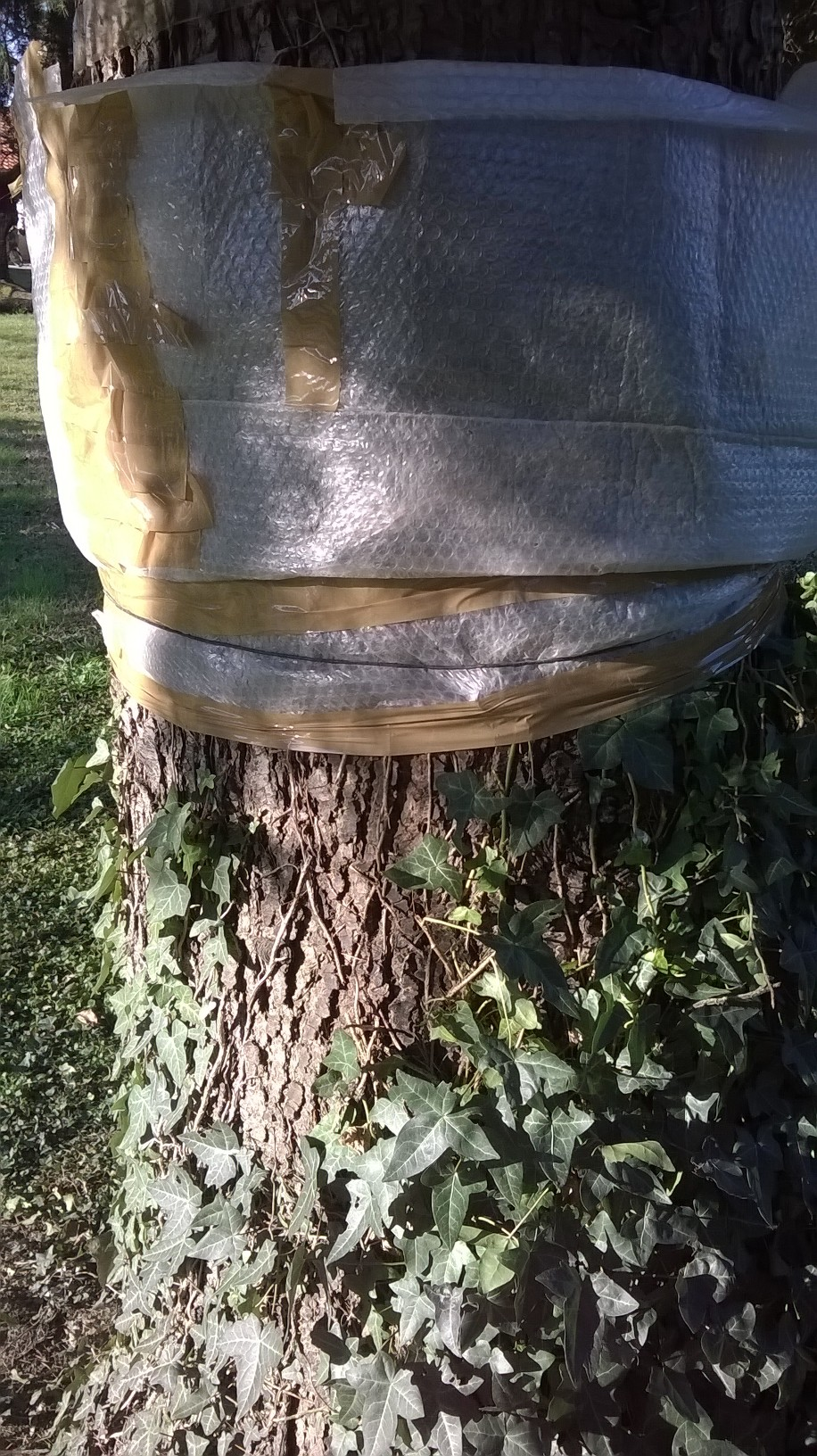
Trappola ad imbuto contro processionarie

### Lotta biologica e biotecnologica
La prima tecnica prevede l'uso di prodotti a base di Bacillus thuringiensis, ssp. kurstaki. Questa tecnica risulta difficile da attuare o molto costosa quando gli esemplari infestati sono di grandi dimensioni. Inoltre, vista la presenza di nidi sericei a protezione delle larve, non è detto che tutte vengano raggiunte dal bacillo.
La seconda tecnica prevede, invece, l'uso di trappole sessuali (trappole a feromoni), obbligatoria in Italia (D.M. 30/10/2007). Queste trappole rappresentano il miglior metodo di contrasto al lepidottero parassita. L'efficacia è dovuta sia alla cattura di molti maschi, che non riescono più ad uscire dalla trappola, sia al disorientamento degli stessi ad opera degli ormoni sessuali femminili della trappola.
Le trappole si posizionano nei mesi di giugno e luglio, periodo di sfarfallamento degli esemplari adulti, e ogni 3-4 settimane va cambiata la pastiglia del principio attivo. Ogni 3-4 giorni va controllata la trappola per vuotare il contenitore dove vengono intrappolati gli animali.
Interessante è l'impiego della Formica rufa, uno dei pochi nemici naturali di questo lepidottero.

### Interventi chimici
Si può ricorrere a vari larvicidi, come il diflubenzuron, o a insetticidi.

### Utilizzo delle armi da fuoco
È efficace, ma solo nel periodo da dicembre a gennaio, quando le larve si riuniscono nei bozzoli per sopravvivere alle basse temperature grazie all'effetto di gruppo. Non sono i pallini da caccia che le uccidono direttamente ma sparando si lacera il bozzolo, il freddo penetra e l'abbassamento della temperatura uccide le larve nei mesi successivi.

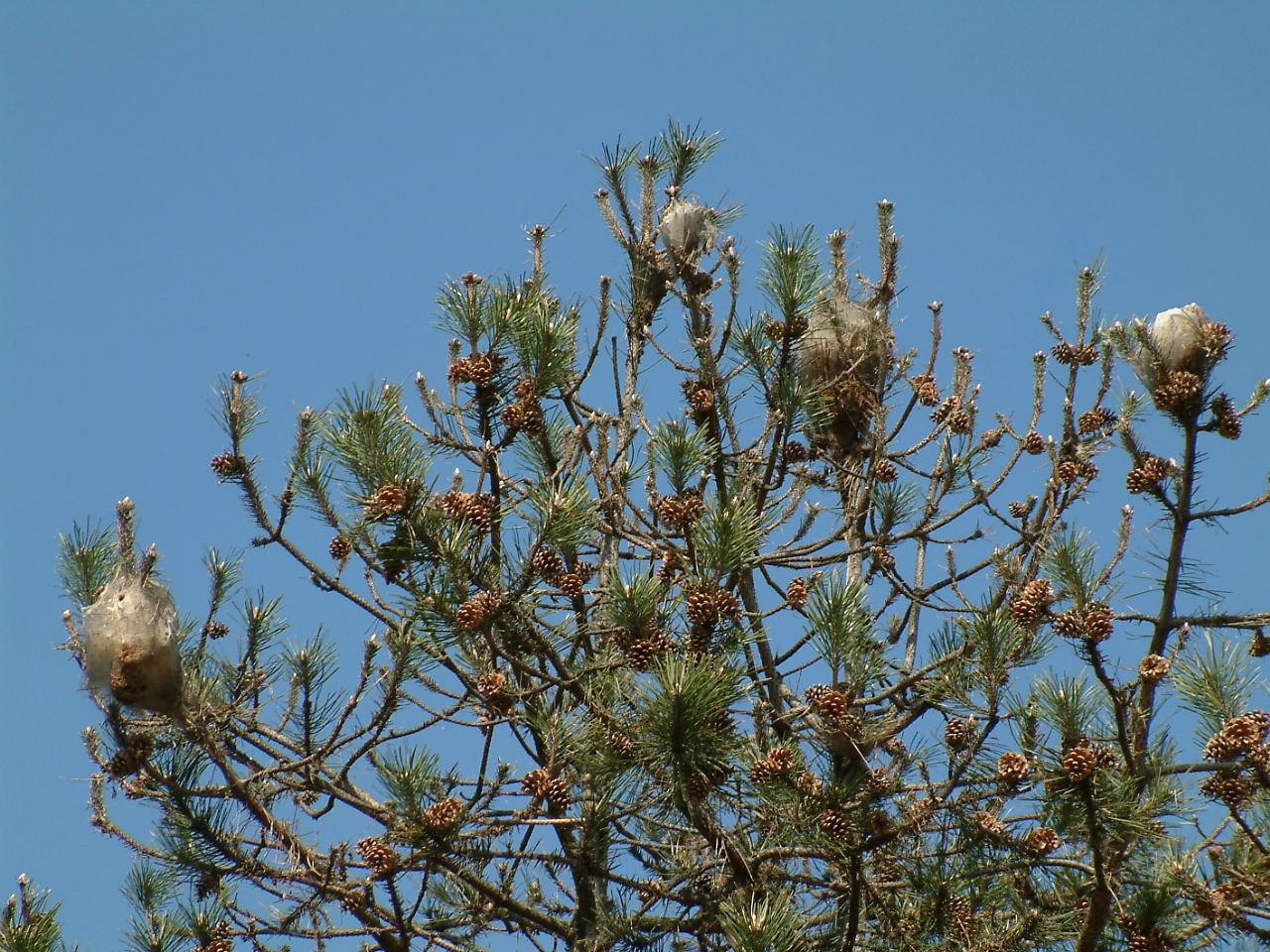
Nidi su pino
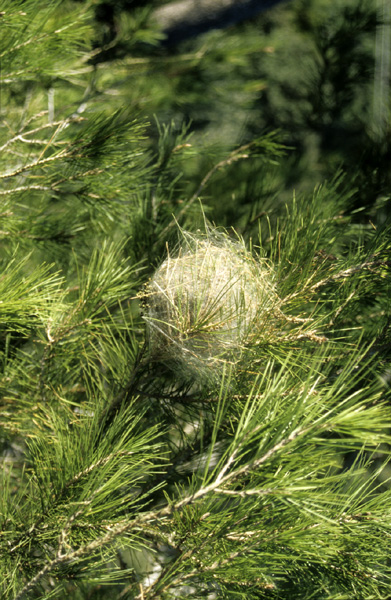
Nido su Pinus halepensis
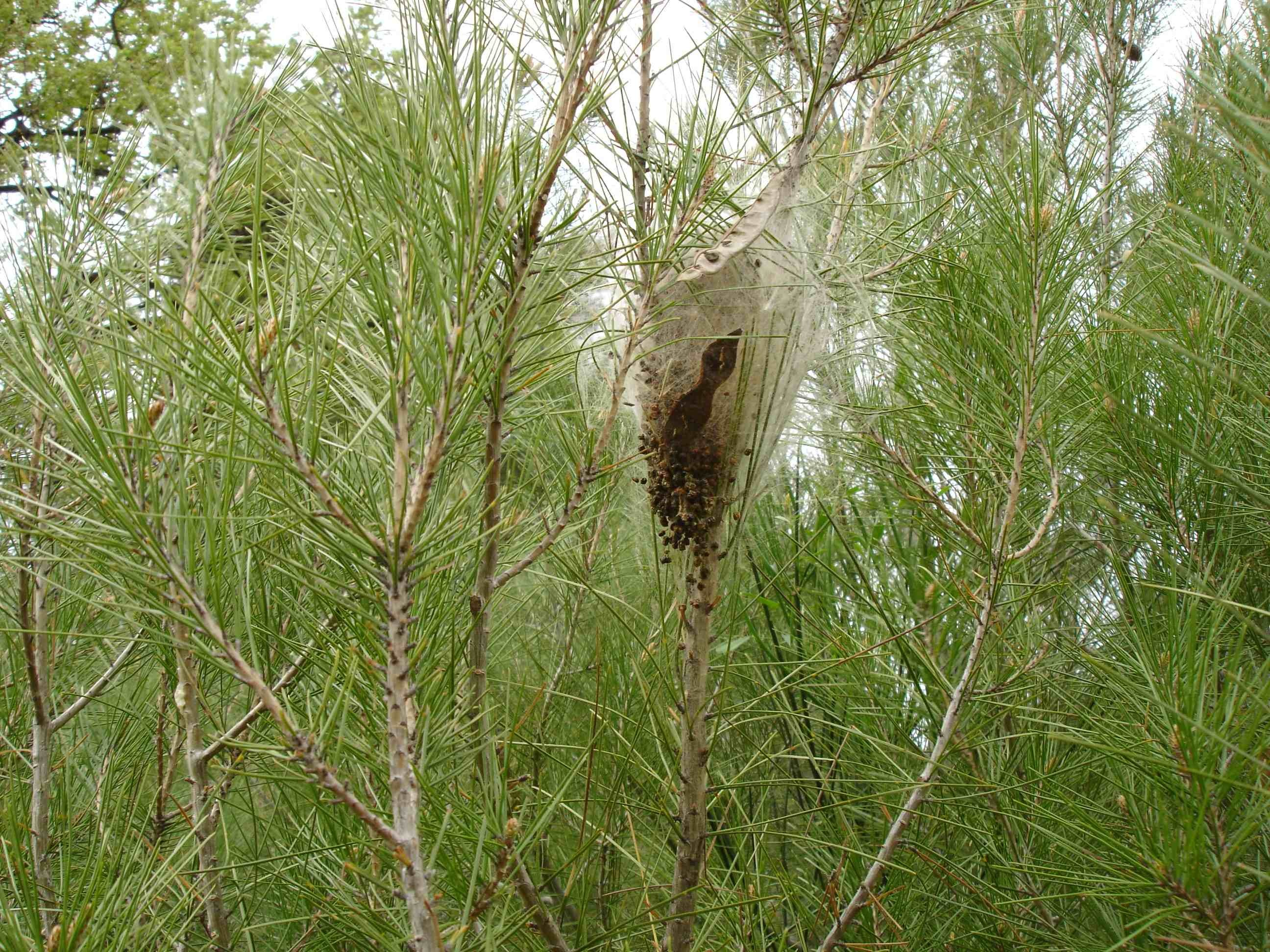